# Pomnik Agnieszki Osieckiej w Warszawie
Pomnik Agnieszki Osieckiej – monument znajdujący się w Warszawie w dzielnicy Praga-Południe, na Saskiej Kępie przy skrzyżowaniu ul. Francuskiej i ul. Obrońców.

## Opis
Pomnik Agnieszki Osieckiej został odsłonięty 19 maja 2007 podczas Święta Saskiej Kępy. Rzeźba autorstwa Dariusza i Teresy Kowalskich odlana została w Starachowicach.
Pomnik przedstawia poetkę siedzącą przy stoliku, z nogą na nodze, w spódnicy i butach na obcasach, ze związanymi włosami, patrzącą wprost przed siebie. Na stoliku przed nią widać porozrzucane kartki z tekstami piosenek. Rzeźba stoi w kawiarni, gdzie każdy może przysiąść przy pomniku.
Kawiarnia, przed którą ustawiono pomnik, mieściła się w pomieszczeniu, gdzie za życia artystki znajdowała się drogeria. Sama artystka bywała w kawiarniach znajdujących się nieopodal skrzyżowania, „Sax” na ul. Francuskiej 31 i „Café Sułtan” na ul. Obrońców 12a. W styczniu 2019 roku lokal, w którym znajdowała się kawiarnia, został zastąpiony przez sklep Carrefour.